# 새뮤얼 골드윈 스튜디오
새뮤얼 골드윈 스튜디오 (Samuel Goldwyn Studio)는 1920년대와 1930년대, 새뮤얼 골드윈 프로덕션이 임대하고 있었던 사무실과 무대와 캘리포니아의 웨스트할리우드에 위치한 포르모사 애비뉴와 산타 모니카 불러바드 (Formosa Avenue and Santa Monica Boulevard)의 코너에 위치했던 여러 시설을 일컫는 이름이기도 하였다. 이곳은 또한 시간이 지나가면서 픽포드–페어뱅크스 스튜디오 (Pickford–Fairbanks Studio), 유나이티드 아티스츠 스튜디오 (United Artists Studio), 워너 할리우드 스튜디오스 (Warner Hollywood Studios), 1999년부터는 더 랏 (The Lot)이라는 이름으로 불리기도 하였다.
이곳은 1919년 메리 픽퍼드와 더글러스 페어뱅크스가 인수하여, 픽포드–페어뱅크스로 이름을 바꾸었다. 1928년에는 유나이티드 아티스츠를 통해 새뮤얼 골드윈을 포함한 몇몇 제작자들이 이 스튜디오를 이용해서 유나이티드 아티스츠 스튜디오로 변경핬다. 골드윈은 그 땅에 대한 지분은 없었으나, 그는 조셉 M. 쉔크와 함께 여러 시설을 만들었다.
쉔크가 1935년 유나이티드 아티스츠를 떠난 후 골드윈에게 그가 가지고 있던 스튜디오의 지분을 남겼고, 페어뱅크스가 1939년 세상을 떠날 때, 그는 메리 픽퍼드에게 자신이 갖고 있던 지분을 넘겼다. 1940년, 골드윈이 유나이티드 아티스츠를 떠날 때, 그는 그 땅의 이름을 새뮤얼 골드윈 스튜디오로 바꾸고 싶어했다. 픽퍼드와 골드윈은 1955년 법원이 이름을 정하는 것과 소유에 대해 경매에 부칠 것을 명령할 때까지 분쟁을 벌였다. 
골드윈이 가장 신임하는 비즈니스 친구이자 새뮤얼 골드윈 주식회사의 사장이었던 제임스 멀비가 픽퍼드가 제시한 값보다 많은 돈을 불렀다. 이 시설의 공식 이름은 새뮤얼 골드윈 스튜디오가 되었고, 워너 브라더스가 1980년 이 곳을 구입하기까지 워너 할리우드 스튜디오스로 사용됐다.

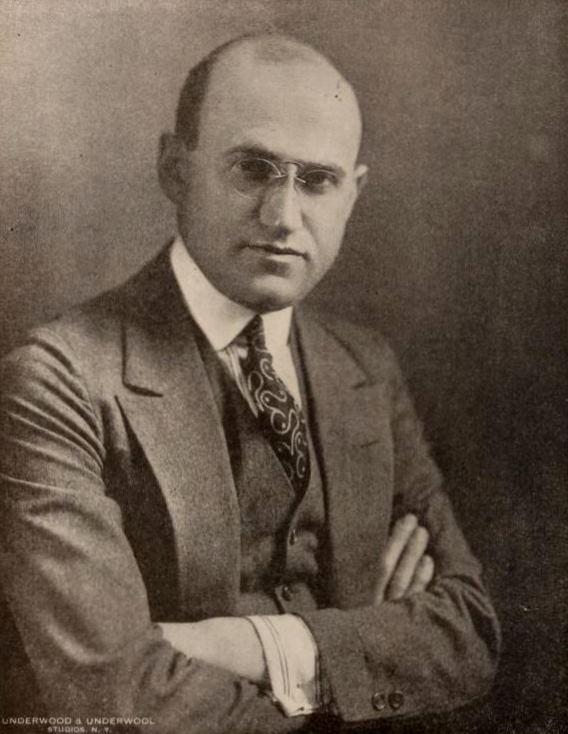
새뮤얼 골드윈

워너 브라더스가 지분을 1999년 팔고, 이름을 긴 시간 동안 비공식적으로 불려왔던 더 랏으로 공식적으로 변경하였다.
이 곳을 가르지르면 포르모사 카페 (Formosa Cafe)가 있는데, 이곳은 배우들이 자주 모이는 장소이다. 

## 수상
새뮤얼 골드윈 스튜디오는 1968년, 영화 밤의 열기 속으로로 아카데미 음향효과상을 수상하였다.

## 같이 보기
- 유나이티드 아티스츠
- 메트로 골드윈 메이어